# Farsetia somalensis
Farsetia somalensis är en korsblommig växtart som först beskrevs av Ferdinand Albin Pax, och fick sitt nu gällande namn av Adolf Engler, Ernest Friedrich Gilg och Gilg-ben. Farsetia somalensis ingår i släktet Farsetia och familjen korsblommiga växter. Inga underarter finns listade i Catalogue of Life.